# Pallavolo al XVII Festival olimpico estivo della gioventù europea - Torneo maschile
Il torneo maschile di pallavolo al XVII festival olimpico estivo della gioventù europea si è svolto dal 24 al 29 luglio 2023 a Maribor, in Slovenia, durante il XVII Festival olimpico estivo della gioventù europea: al torneo hanno partecipato otto squadre nazionali under 19 europee e la vittoria finale è andata per la prima volta alla Francia.

## Impianti
|                                                           |  |  |
|                                                           |  |  |
| Draš Centra Città: Maribor Capienza: ? Anno d'apertura: ? |  |  |

## Regolamento

### Formula
La formula ha previsto:
- Fase a gironi, disputata con girone all'italiana: le prime due classificate di ogni girone hanno acceduto alla fase finale per il primo posto, mentre la terza e la quarta classificata di ogni girone hanno acceduto alla fase finale per il quinto posto.
- Fase finale per il quinto posto, disputata con semifinali, finale per il settimo posto e finale per il quinto posto.
- Fase finale per il primo posto, disputata con semifinali, finale per il terzo posto e finale.

### Criteri di classifica
Se il risultato finale è stato di 3-0 o 3-1 sono stati assegnati 3 punti alla squadra vincente e 0 a quella sconfitta, se il risultato finale è stato di 3-2 sono stati assegnati 2 punti alla squadra vincente e 1 a quella sconfitta.
L'ordine del posizionamento in classifica è stato definito in base a:
- Numero di partite vinte;
- Punti;
- Ratio dei set vinti/persi;
- Ratio dei punti realizzati/subiti;
- Risultati degli scontri diretti.

## Squadre partecipanti
| Squadra   | Qualificazione      | Ultima partecipazione |
| --------- | ------------------- | --------------------- |
| Belgio    | -                   | Banská Bystrica 2021  |
| Francia   | -                   | Győr 2017             |
| Grecia    | -                   | Trebisonda 2011       |
| Italia    | -                   | Banská Bystrica 2021  |
| Polonia   | -                   | Banská Bystrica 2021  |
| Rep. Ceca | -                   | Banská Bystrica 2021  |
| Serbia    | -                   | Tblisi 2015           |
| Slovenia  | Paese organizzatore | Parigi 2003           |

## Torneo

### Fase a gironi
| Girone A | Girone B  |
| -------- | --------- |
| Belgio   | Francia   |
| Grecia   | Polonia   |
| Italia   | Rep. Ceca |
| Slovenia | Serbia    |

#### Girone A

##### Risultati
| 24 luglio 2023 Draš Centra, Maribor Durata: 1h:10 - Spettatori: ?   | Belgio   | 0 - 3 | Italia   | 15-25, 22-25, 19-25               |
| 24 luglio 2023 Draš Centra, Maribor Durata: 1h:26 - Spettatori: 150 | Slovenia | 3 - 1 | Grecia   | 20-25, 25-16, 25-15, 25-18        |
| 25 luglio 2023 Draš Centra, Maribor Durata: 1h:42 - Spettatori: 65  | Italia   | 3 - 1 | Grecia   | 25-13, 25-13, 24-26, 25-23        |
| 25 luglio 2023 Draš Centra, Maribor Durata: 1h:38 - Spettatori: ?   | Belgio   | 3 - 1 | Slovenia | 18-25, 25-20, 25-21, 25-16        |
| 26 luglio 2023 Draš Centra, Maribor Durata: 1h:37 - Spettatori: 56  | Grecia   | 1 - 3 | Belgio   | 25-21, 17-25, 17-25, 16-25        |
| 26 luglio 2023 Draš Centra, Maribor Durata: 1h:55 - Spettatori: 400 | Italia   | 2 - 3 | Slovenia | 22-25, 25-16, 25-23, 21-25, 15-17 |

##### Classifica
| Pos. | Squadra  | Pt | G | V | P | SV | SP | Ratio | PF  | PS  | Ratio |
| ---- | -------- | -- | - | - | - | -- | -- | ----- | --- | --- | ----- |
| 1.   | Italia   | 7  | 3 | 2 | 1 | 8  | 4  | 2,000 | 282 | 237 | 1,190 |
| 2.   | Belgio   | 6  | 3 | 2 | 1 | 6  | 5  | 1,200 | 245 | 232 | 1,056 |
| 3.   | Slovenia | 5  | 3 | 2 | 1 | 7  | 6  | 1,167 | 283 | 275 | 1,029 |
| 4.   | Grecia   | 0  | 3 | 0 | 3 | 3  | 9  | 0,333 | 224 | 290 | 0,772 |

      Qualificata alle semifinali per il primo posto.
      Qualificata alle semifinali per il quinto posto.

#### Girone B

##### Risultati
| 24 luglio 2023 Draš Centra, Maribor Durata: 1h:19 - Spettatori: ?   | Rep. Ceca | 3 - 0 | Serbia    | 25-15, 27-25, 25-20               |
| 24 luglio 2023 Draš Centra, Maribor Durata: 1h:56 - Spettatori: ?   | Polonia   | 2 - 3 | Francia   | 22-25, 25-20, 16-25, 25-22, 8-15  |
| 25 luglio 2023 Draš Centra, Maribor Durata: 1h:11 - Spettatori: 60  | Serbia    | 0 - 3 | Francia   | 20-25, 19-25, 18-25               |
| 25 luglio 2023 Draš Centra, Maribor Durata: 2h:09 - Spettatori: 100 | Rep. Ceca | 3 - 2 | Polonia   | 25-21, 19-25, 25-23, 21-25, 17-15 |
| 26 luglio 2023 Draš Centra, Maribor Durata: 1h:03 - Spettatori: 50  | Francia   | 3 - 0 | Rep. Ceca | 25-17, 25-19, 25-16               |
| 26 luglio 2023 Draš Centra, Maribor Durata: 1h:03 - Spettatori: 100 | Serbia    | 0 - 3 | Polonia   | 16-25, 19-25, 17-25               |

##### Classifica
| Pos. | Squadra   | Pt | G | V | P | SV | SP | Ratio | PF  | PS  | Ratio |
| ---- | --------- | -- | - | - | - | -- | -- | ----- | --- | --- | ----- |
| 1.   | Francia   | 8  | 3 | 3 | 0 | 9  | 2  | 4,500 | 257 | 205 | 1,254 |
| 2.   | Rep. Ceca | 5  | 3 | 2 | 1 | 6  | 5  | 1,200 | 236 | 244 | 0,967 |
| 3.   | Polonia   | 5  | 3 | 1 | 2 | 7  | 6  | 1,167 | 280 | 266 | 1,053 |
| 4.   | Serbia    | 0  | 3 | 0 | 3 | 0  | 9  | 0,000 | 169 | 227 | 0,744 |

      Qualificata alle semifinali per il primo posto.
      Qualificata alle semifinali per il quinto posto.

### Fase finale

#### Finali 1º e 3º posto
|  | Semifinali | Semifinali | Semifinali |         |    | Finale          | Finale          | Finale          |  |
|  |            |            |            |         |    |                 |                 |                 |  |
|  | 1A         | Italia     | 3          |         |    |                 |                 |                 |  |
|  | 1A         | Italia     | 3          |         |    |                 |                 |                 |  |
|  | 2B         | Rep. Ceca  | 2          |         |    |                 |                 |                 |  |
|  | 2B         | Rep. Ceca  | 2          |         | 1A | Italia          | 1               |                 |  |
|  |            |            |            |         | 1A | Italia          | 1               |                 |  |
|  |            |            | 1B         | Francia | 3  |                 |                 |                 |  |
|  | 1B         | Francia    | 1B         | Francia | 3  | 3               |                 |                 |  |
|  | 1B         | Francia    |            |         |    | 3               |                 |                 |  |
|  | 2A         | Belgio     | 1          |         |    | Finale 3º posto | Finale 3º posto | Finale 3º posto |  |
|  | 2A         | Belgio     | 1          |         |    |                 |                 |                 |  |
|  |            |            |            |         |    |                 |                 |                 |  |
|  |            |            |            |         |    | 2B              | Rep. Ceca       | 3               |  |
|  |            |            |            |         |    | 2B              | Rep. Ceca       | 3               |  |
|  |            |            |            |         |    | 2A              | Belgio          | 0               |  |

##### Semifinali
| 28 luglio 2023 Draš Centra, Maribor Durata: 1h:57 - Spettatori: | Italia  | 3 - 2 | Rep. Ceca | 19-25, 25-20, 25-18, 22-25, 15-11 |
| 28 luglio 2023 Draš Centra, Maribor Durata: 1h:44 - Spettatori: | Francia | 3 - 1 | Belgio    | 25-17, 25-18, 22-25, 25-22        |

##### Finale 3º posto
| 29 luglio 2023 Draš Centra, Maribor Durata: 1h:15 - Spettatori: | Rep. Ceca | 3 - 0 | Belgio | 25-17, 25-23, 25-20 |

##### Finale
| 29 luglio 2023 Draš Centra, Maribor Durata: 1h:34 - Spettatori: 100 | Italia | 1 - 3 | Francia | 23-25, 15-25, 25-22, 20-25 |

#### Finali 5º e 7º posto
|  | Semifinali | Semifinali | Semifinali |         |    | Finale 5º posto | Finale 5º posto | Finale 5º posto |  |
|  |            |            |            |         |    |                 |                 |                 |  |
|  | 3A         | Slovenia   | 3          |         |    |                 |                 |                 |  |
|  | 3A         | Slovenia   | 3          |         |    |                 |                 |                 |  |
|  | 4B         | Serbia     | 2          |         |    |                 |                 |                 |  |
|  | 4B         | Serbia     | 2          |         | 3A | Slovenia        | 0               |                 |  |
|  |            |            |            |         | 3A | Slovenia        | 0               |                 |  |
|  |            |            | 3B         | Polonia | 3  |                 |                 |                 |  |
|  | 3B         | Polonia    | 3B         | Polonia | 3  | 3               |                 |                 |  |
|  | 3B         | Polonia    |            |         |    | 3               |                 |                 |  |
|  | 4A         | Grecia     | 0          |         |    | Finale 7º posto | Finale 7º posto | Finale 7º posto |  |
|  | 4A         | Grecia     | 0          |         |    |                 |                 |                 |  |
|  |            |            |            |         |    |                 |                 |                 |  |
|  |            |            |            |         |    | 4B              | Serbia          | 3               |  |
|  |            |            |            |         |    | 4B              | Serbia          | 3               |  |
|  |            |            |            |         |    | 4A              | Grecia          | 2               |  |

##### Semifinali
| 28 luglio 2023 Draš Centra, Maribor Durata: 1h:51 - Spettatori: ? | Slovenia | 3 - 2 | Serbia | 25-15, 20-25, 25-20, 23-25, 15-9 |
| 28 luglio 2023 Draš Centra, Maribor Durata: 1h:01 - Spettatori: ? | Polonia  | 3 - 0 | Grecia | 25-18, 25-10, 25-17              |

##### Finale 7º posto
| 29 luglio 2023 Draš Centra, Maribor Durata: 1h:50 - Spettatori: 40 | Serbia | 3 - 2 | Grecia | 25-18, 21-25, 25-22, 17-25, 15-11 |

##### Finale 5º posto
| 29 luglio 2023 Draš Centra, Maribor Durata: 1h:14 - Spettatori: 100 | Slovenia | 0 - 3 | Polonia | 26-28, 20-25, 15-25 |

## Classifica finale
| Pos | Squadra   | Rosa |
| --- | --------- | --- |
|     | Francia   | Formazione: 3 Tizi-Oualou, 4 Henno, 6 Scherer, 7 Roure, 8 Pujol, 9 Lopez, 11 Leroyer, 12 Duthoit, 13 Seddik, 14 Laurencé, 16 Diouf, 19 Cohen, CT: Belmadi                                     |
|     | Italia    | Formazione: 2 Miraglia, 3 Bristot, 4 Morazzini, 5 Magliano, 6 Selleri, 7 Barretta, 9 Taiwo, 10 Fedrici, 11 Mati, 13 Barotto, 14 Bonisoli, 15 Pozzebon, CT: Zanin                              |
|     | Rep. Ceca | Formazione: 1 Tláskal, 2 Míček, 3 Hilšer , 4 Vítámvás, 7 Klimeš, 8 Černý, 9 Tóth, 10 Pitner, 11 Novak, 12 Brichta, 13 Janák, 14 Pastrňák, CT: Nekola                                          |
| 4.  | Belgio    | Formazione: 2 Van Hooghten, 3 Verwimp, 5 Van Looveren, 6 Maerten, 7 De Vleeschhauwer, 8 Van Alboom, 9 Spiessens, 10 Ponseele, 15 Roelens, 17 Vandecruys, 18 Lechien, 21 Bus, CT: Moyaert      |
| 5.  | Polonia   | Formazione: 3 Szpernalowski, 4 Bień, 5 Granieczny, 7 Nowik, 8 Dróżdż, 9 Przybyłek, 10 Kiedos, 13 Kubacki, 16 Jańczyk, 17 Urbańczyk, 20 Nowak, 22 Rybak, CT: Pawlik                            |
| 6.  | Slovenia  | Formazione: 2 Frece, 4 Križanič, 6 Karadža Pevc, 7 Podbregar Špes, 9 Suhadolnik, 12 Oman, 13 Marovt, 14 Najdič, 15 Okorn, 16 Purgar, 17 Drobnič, 20 Kržič, CT: Kšela                          |
| 7.  | Serbia    | Formazione: 1 Milanović, 2 Veselić, 3 Maćešić, 6 Dopuđ, 7 Starović, 8 Stepanović, 10 Brborić, 12 Antić, 13 Aleksić, 14 Dakić, 15 Nedić, 22 Stanojević, CT: Mačužić                            |
| 8.  | Grecia    | Formazione: 3 Tzaras, 5 Keskinīs, 6 Pīlitsīs, 7 Chalilīs, 8 Stauropoulos, 9 Rousos, 10 Gerodīmos, 11 Kontostathīs, 12 Paximadakīs, 14 Nanopoulos, 16 Kamarinopoulos, 18 Stathelos, CT: Liōsīs |

## Statistiche
| Rendimento individuale | Rendimento individuale | Rendimento individuale | Rendimento individuale |
| Pos.                   | Nome                   | Punti                  | Squadra                |
| ---------------------- | ---------------------- | ---------------------- | ---------------------- |
| 1                      | Tomáš Brichta          | 98                     | Rep. Ceca              |
| 2                      | Luka Marovt            | 86                     | Slovenia               |
| 3                      | Tommaso Barotto        | 85                     | Italia                 |
| 4                      | Lorenzo Magliano       | 81                     | Italia                 |
| 5                      | Mathis Henno           | 77                     | Francia                |

| Attacchi vincenti | Attacchi vincenti | Attacchi vincenti | Attacchi vincenti |
| Pos.              | Nome              | Punti             | Squadra           |
| ----------------- | ----------------- | ----------------- | ----------------- |
| 1                 | Tomáš Brichta     | 77                | Rep. Ceca         |
| 2                 | Lorenzo Magliano  | 71                | Italia            |
| 2                 | Luka Marovt       | 71                | Slovenia          |
| 4                 | Tommaso Barotto   | 70                | Italia            |
| 5                 | Mathis Henno      | 65                | Francia           |

| Muri vincenti | Muri vincenti     | Muri vincenti | Muri vincenti |
| Pos.          | Nome              | Punti         | Squadra       |
| ------------- | ----------------- | ------------- | ------------- |
| 1             | Joris Seddik      | 14            | Francia       |
| 2             | Stefan Dakić      | 12            | Serbia        |
| 3             | Daan Spiessens    | 11            | Belgio        |
| 3             | Aggelos Stathelos | 11            | Grecia        |
| 5             | Federico Miraglia | 10            | Italia        |
| 5             | Jurij Oman        | 10            | Slovenia      |

| Battute vincenti | Battute vincenti | Battute vincenti | Battute vincenti |
| Pos.             | Nome             | Punti            | Squadra          |
| ---------------- | ---------------- | ---------------- | ---------------- |
| 1                | Tomáš Brichta    | 14               | Rep. Ceca        |
| 1                | Jaromir Novak    | 14               | Rep. Ceca        |
| 3                | Luka Marovt      | 10               | Slovenia         |
| 4                | Tommaso Barotto  | 9                | Italia           |
| 4                | Jakub Kiedos     | 9                | Polonia          |